# Adrien de Courten
Adrien de Courten (* 8. Februar 1806 in Siders; † 24. Februar 1887 ebenda) war ein Schweizer Politiker und Offizier. Von 1857 bis 1866 gehörte er dem Nationalrat an.

## Biografie
Er entstammte einer Adelsfamilie, die im Mittelalter aus der Lombardei zugewandert war; sein Vater Maurice de Courten war ein führender Politiker im Kanton Wallis. Von ihm erbte Adrien de Courten einen Grafentitel und grossen Grundbesitz. Von 1826 bis 1830 war er Offizier in französischen Diensten. Er amtierte als Präsident des Zehnden von Siders, später als Präfekt des Bezirks Siders. Ebenso war er Gemeindepräsident und Bürgergemeindepräsident von Siders.

Sitzung der Tagsatzung in 1847: Adrian v. Courten im Vordergrund, Mitte rechts (Nr. 21)

Als Vertreter der katholisch-konservativen Elite bekämpfte de Courten die Radikalliberalen. Er wurde 1843 Mitglied des Kriegsrates und war einer der militärischen Anführer der «Alten Schweiz», einer Organisation, die gewaltsam gegen die Radikalen vorging und diese nach dem Sieg im Gefecht am Trient am 21. Mai 1844 ins Exil trieb. Von 1844 bis 1847, während der Zeit des Sonderbunds, war de Courten oberster Gesandter des Wallis an die Tagsatzung. Als Oberstleutnant kommandierte er 1847 während des Sonderbundskriegs die Walliser Zentrumsbrigade. 1857 wurde er in den Walliser Grossen Rat gewählt, dem er bis 1869 angehörte. Er kandidierte mit Erfolg bei den Nationalratswahlen 1857; bis 1863 vertrat er den Wahlkreis Mittelwallis, danach weitere drei Jahre den Wahlkreis Oberwallis.